# Dorothy

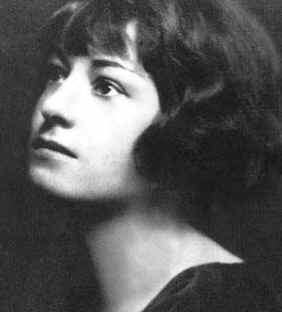
Dorothy Parker

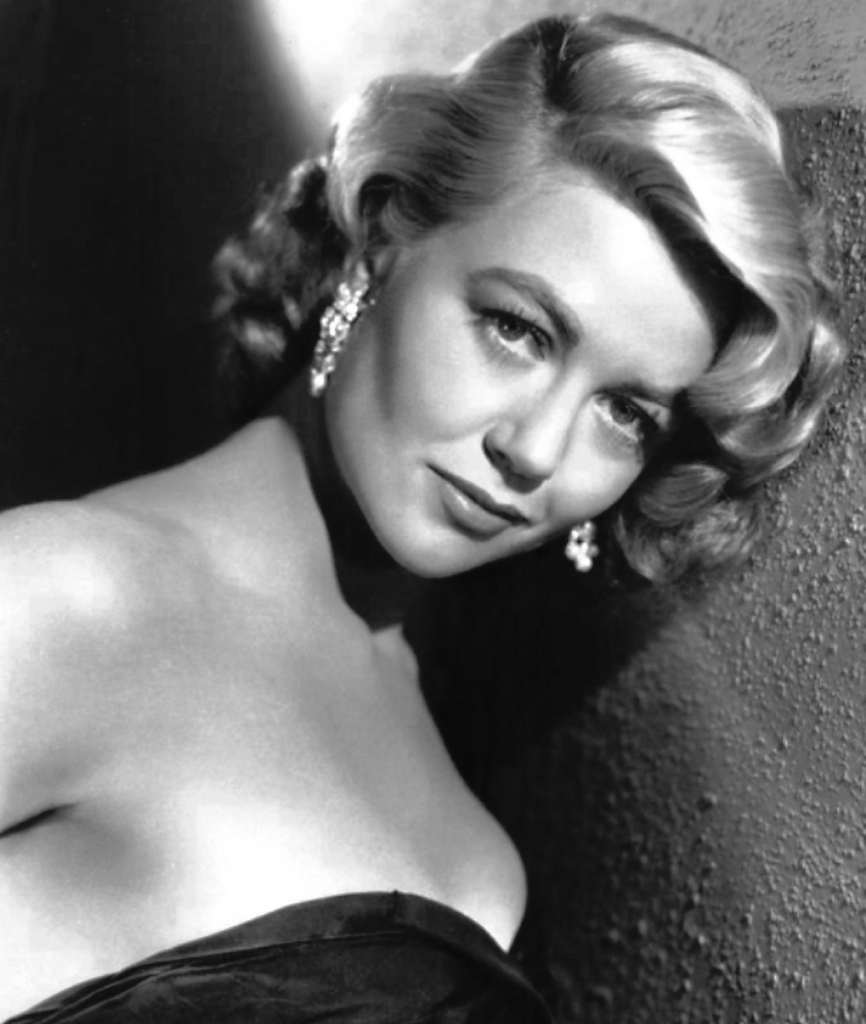
Dorothy Malone

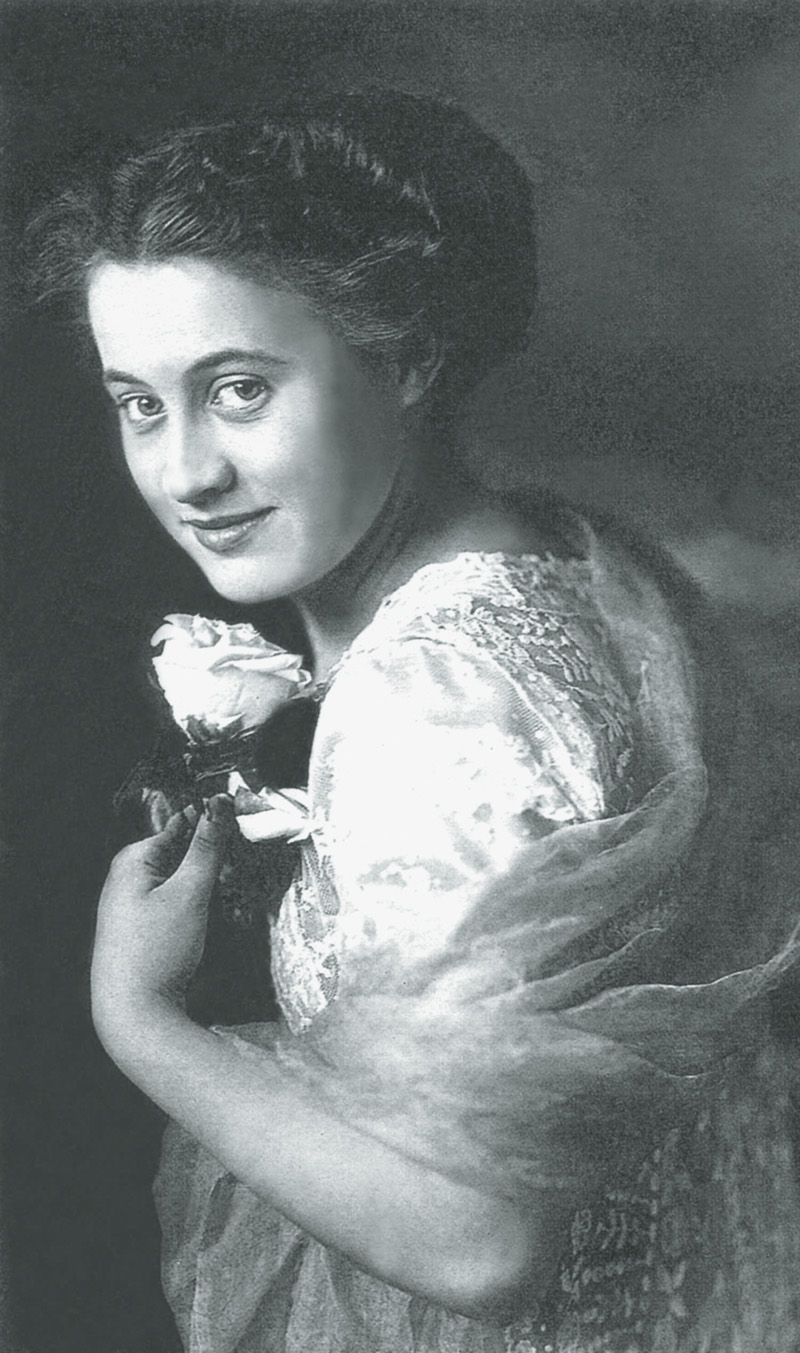
Dorothy Gibson

Dorothy är den engelska formen av det grekiska kvinnonamnet Dorotea.
Den 31 december 2014 fanns det totalt 599 kvinnor folkbokförda i Sverige med namnet Dorothy, varav 238 bar det som tilltalsnamn.
Namnsdag: saknas

## Personer med namnet Dorothy
- Dorothy Arzner, amerikansk filmregissör
- Dorothy Bundy Cheney, amerikansk tennisspelare
- Dorothy Comingore, amerikansk skådespelerska
- Dorothy Crowfoot Hodgkin, brittisk kemist och nobelpristagare
- Dorothy Dandridge, amerikansk skådespelerska och sångerska
- Dorothy Day, amerikansk politisk aktivist
- Dorothy Dell, amerikansk skådespelerska
- Dorothy Devore, amerikansk stumfilmskådespelerska
- Dorothy Eden, nyzeeländsk författare
- Dorothy Gibson, amerikansk skådespelerska, överlevde Titanics förlisning
- Dorothy Gilman, amerikansk författare
- Dorothy Gish, amerikansk skådespelerska
- Dorothy Holman, brittisk tennisspelare
- Dorothy B. Hughes, amerikansk författare
- Dorothy Iannone, amerikansk konstnär
- Dorothy Kirby, amerikansk golfspelare
- Dorothy Knode, amerikansk tennisspelare
- Dorothy Lamour, amerikansk skådespelerska
- Dorothy Law Nolte, amerikansk författare
- Dorothy Malone, amerikansk skådespelerska
- Dorothy McGuire, amerikansk skådespelerska
- Dorothy Parker, amerikansk poet
- Dorothy Reed, amerikansk patolog
- Dorothy Round, brittisk tennisspelare
- Dorothy L. Sayers, brittisk författare
- Dorothy Straight, amerikansk författare, den yngsta publicerade författaren någonsin
- Dorothy Stratten, kanadensisk fotomodell och skådespelerska
- Dorothy Tutin, brittisk skådespelerska
- Dorothy Wordsworth, brittisk författare

## Fiktiva
- Dorothy Gale är huvudpersonen i den klassiska sagan Trollkarlen från Oz.